# Aristida ekmaniana
Aristida ekmaniana är en gräsart som beskrevs av Johannes Jan Theodoor Henrard. Aristida ekmaniana ingår i släktet Aristida och familjen gräs. Inga underarter finns listade i Catalogue of Life.